# 브리츠

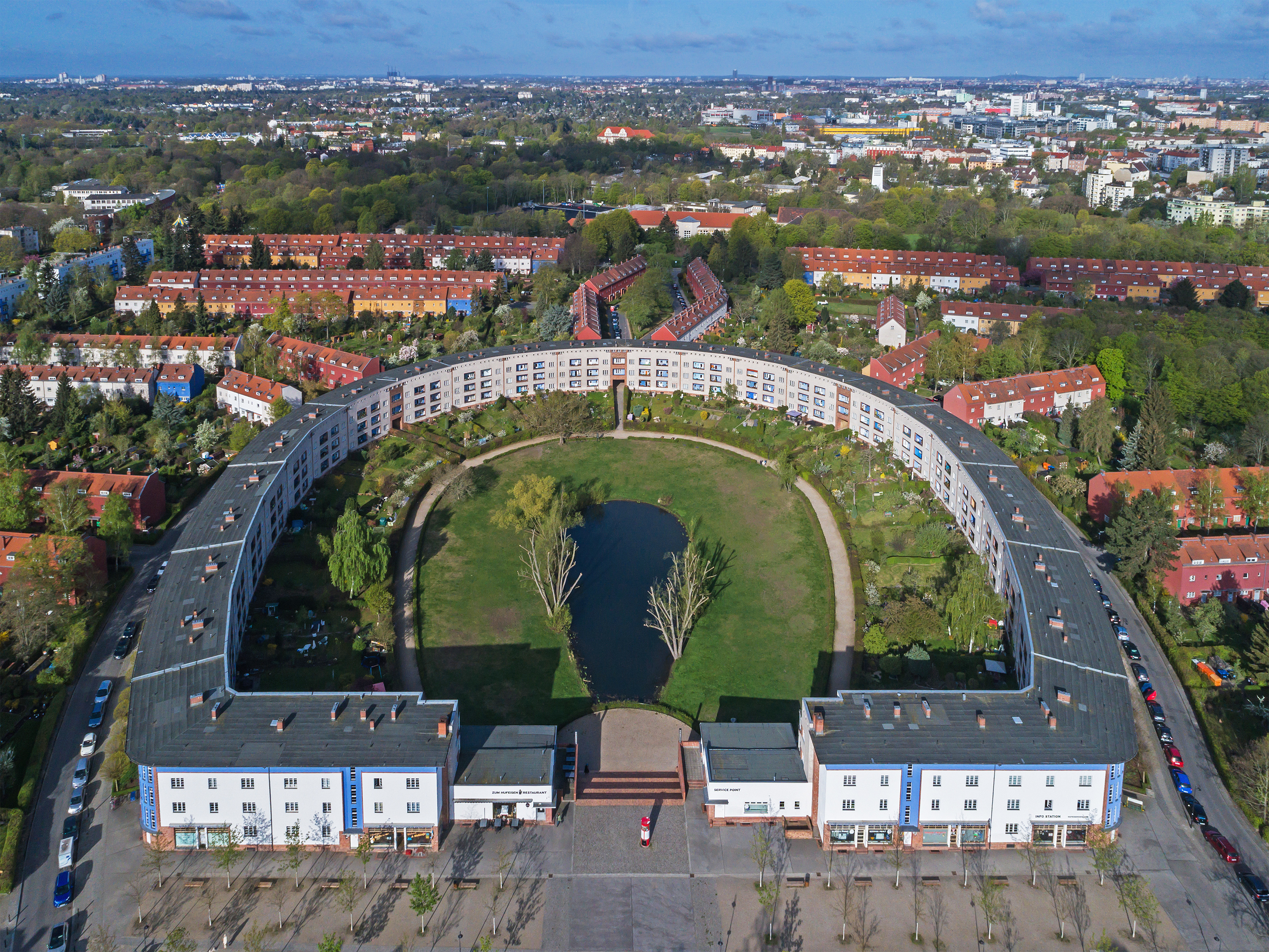
편자형 거주지(Hufeisensiedlung)

브리츠(Britz)는 독일 베를린 노이쾰른의 지역이다. 1273년 문헌에서 "브리치히"(Britzig)라는 이름으로 처음 등장했으며 1920년 대베를린 지구에 관한 법률에 따라 통합되었다.